# Rô-bốt biết yêu
Rô-bốt biết yêu (tựa gốc tiếng Anh: WALL·E) là một bộ phim hoạt hình đồ họa vi tính, thể loại khoa học viễn tưởng và lãng mạn, do Pixar Animation Studios sản xuất năm 2008. Bộ phim dựa theo ý tưởng của đạo diễn Andrew Stanton về một Trái Đất đang chết dần trong biển rác; nhân loại đã từng sinh sống trên hành tinh xinh đẹp này phải rời bỏ nó. WALL·E là một chú rôbốt được thiết kế chuyên xử lý rác thải trên Trái Đất. Tình cờ một ngày nọ, WALL·E gặp được rôbốt EVE và nảy sinh tình cảm, chú quyết định theo chân nàng phiêu lưu vào không gian.
Sau phim Finding Nemo, Andrew Stanton cho biết Pixar đã thành công trong phần mô phỏng phần không gian dưới đáy biển và do đó ông muốn bộ phim tiếp theo sẽ mô phỏng không gian vũ trụ. Hầu hết nhân vật trong phim không nói được tiếng người, nhưng thay vào đó chúng có cử chỉ và phát ra những âm thanh đặc trưng cho rôbốt nói chung, phần khó khăn đó do Ben Burtt phụ trách. Ngoài ra, đây là bộ phim đầu mà Pixar thực hiện có những phân đoạn dựa trên động tác thật của diễn viên.
Walt Disney Pictures chính thức khởi chiếu WALL·E tại Mỹ và Canada ngày 27 tháng 6, 2008. Bộ phim đã mang lại doanh thu 23,100,000$ ngay ngày đầu tiên, và 63,000,000$ trong tuần đầu ra mắt tại 3992 rạp chiếu bóng, đứng đầu bảng xếp hạng phim hay. Chính sự ra mắt hoành tráng này đã đẩy bộ phim lên hàng thứ ba về doanh thu phát hành trong tuần đầu của tháng 7 năm 2008. Theo thông lệ của Pixar trong hầu hết bộ phim mới công chiếu, WALL·E có giới thiệu kèm một đoạn phim ngắn mang tên Presto. Trong bản Blu-ray và DVD phát hành kèm một phim ngắn thứ hai tên BURN-E. Trên trang Rotten Tomatoes, WALL·E được xếp hạng cao với 96% sự đồng thuận từ phía các nhà phê bình.

## Cốt truyện
Đầu thế kỷ 22, tập đoàn Buy n Large, viết tắt là BnL, nắm giữ toàn bộ các hoạt động kinh tế trên thế giới, biến con người lệ thuộc và tuân theo chủ nghĩa hàng hoá, dẫn đến hậu quả là Trái Đất phủ đầy rác thải không thể tái chế. Để sửa chữa sai lầm, tập đoàn này vạch ra một kế hoạch sống 5 năm trên một phi thuyền hạng sang tên Axiom cho toàn thể nhân loại, trong khi những con rôbốt tên WALL·E miệt mài thu dọn Trái Đất.
Thời gian trôi qua, 700 năm sau ngày rời bỏ Trái Đất, các rôbốt đều đã ngừng hoạt động từ khi kế hoạch phá sản do hành tinh đã trở nên quá khó để sống lại, chỉ còn lại một WALL·E vẫn làm việc không biết gì. Ngoài nhiệm vụ nén rác, ngày ngày chú chỉ biết thu lượm những thứ linh tinh. Chợt một hôm chú phát hiện được một mầm cây đang lớn lên trong một cái tủ lạnh hỏng, chứng tỏ rằng sự sống trên Trái Đất đang hồi sinh. Cậu cất giữ cái cây vào một cái ủng cũ. Sau đó không lâu, tàu mẹ Axiom cử một rôbốt hiện đại tên là EVE trở về Trái Đất thăm dò sự sống. WALL·E đã phải lòng EVE từ cái nhìn đầu tiên nhưng EVE luôn tỏ ra vô cảm và đôi khi nổ súng vào thứ cô không hiểu. EVE từ từ bị mê hoặc bởi tính cách hồn nhiên, thói lượm vặt của chú rôbốt kia và yêu WALL·E lúc nào không hay. Một hôm, WALL·E đưa cho EVE xem cái cây và bất ngờ, EVE thu hồi cái cây vào cơ thể và bất động. WALL·E rất lo lắng và làm mọi cách để phục hổi EVE. Sau đó, WALL·E bám theo con tàu chở EVE lên Axiom.
Sau nhiều thế kỉ, con người trở nên béo phì và phải ở trên ghế bay vì không lao động, sống lâu trong môi trường vi trọng lực và tất cả các hoạt động do máy tính quyết định. Ngay cả thuyền trưởng đương nhiệm là B. McCrea cũng để việc quản lý tàu cho bánh lái rôbốt AUTO. Ông bất ngờ khi hay tin EVE đã tìm thấy và mang về cây non, rồi biết được rằng việc đặt cái cây vào máy quét thực vật sẽ kích hoạt hành trình tự động để đưa loài người về Trái Đất. Nhưng khi kiểm tra khoang chứa của EVE thì không thấy cái cây đâu. EVE nghĩ rằng WALL·E đã làm mất nó.
EVE bị cho là trục trặc và bị đưa đến phòng Sửa chữa. Lầm tưởng quy trình chẩn đoán là tra tấn, WALL·E ngăn cản, nhưng vô tình giải thoát các rôbốt lỗi và khiến cả hai bị coi là rôbốt gây rối. Tức giận, EVE định đưa WALL·E về Trái Đất bằng tàu thoát hiểm, nhưng họ chợt thấy rôbốt GO-4 đưa cái cây bị lấy cắp vào chiếc tàu rồi bật chế độ tự hủy. WALL·E vội vào để cứu cái cây, nhưng cả hai đều bị phóng vào không gian. EVE dùng khoang thoát hiểm để đuổi theo WALL·E và chứng kiến chiếc tàu phát nổ. May thay, WALL·E sống sót với cái cây trong khoang chứa. EVE hôn cậu và họ cùng nhảy một vũ điệu quanh tàu Axiom.
EVE mang cái cây về cho McCrea. Xem xét cái cây và bản ghi của EVE cho thấy hiện trạng tồi tệ của Trái Đất, vị thuyền trưởng quyết định quay về nhà. Nhưng AUTO phản đối bằng chỉ thị mật A-113 mà hắn tuân theo, được ban hành vào năm 2110. Khi ấy, với việc Chiến dịch Dọn Dẹp không đạt tiến độ nào sau thời hạn 5 năm, BnL cho rằng Trái Đất không thể cứu vãn và quyết định giao toàn quyền điều khiển tàu Axiom cho AUTO. Khi McCrea chỉ ra rằng chỉ thị ấy giờ đã sai và tình cờ phát hiện chuyện AUTO đã từng bước thao túng các đời thuyền trưởng, AUTO và GO-4 lộ mặt nổi loạn. Chúng giật điện gây đoản mạch WALL·E và đưa EVE vào trạng thái chờ, rồi ném cả hai vào cửa xả rác và nhốt McCrea trong phòng của mình. Trước khi WALL·E và EVE bị đẩy ra ngoài không gian cùng với rác thải thì họ được cứu bởi M-O, rôbốt lau chùi đã đi theo vết bẩn của WALL·E khắp tàu. McCrea và AUTO đánh nhau để giành quyền kiểm soát con tàu, nhưng AUTO chiếm ưu thế vì bản thân là bánh lái của tàu. WALL·E bị nghiền nát bởi cửa máy quét thực vật khi cố lấy thân mình giữ nó mở. Điều này tạo động lực khiến McCrea cố đứng dậy và tiếp tục chiến đấu. Lần này, McCrea tìm thấy công tắc của AUTO và tắt hắn. Cái cây được con người và rôbốt chuyền tay nhau đưa vào trong máy, khởi động bước nhảy siêu tốc.
Trở về Trái Đất, EVE cố gắng sửa chữa và sạc cho WALL·E, nhưng cậu mất trí nhớ. EVE buồn bã hôn từ biệt WALL·E, khiến cậu lấy lại ký ức và nhân cách. Trong phần giới thiệu cuối phim, con người và rôbốt cùng nhau đưa Trái Đất bị tàn phá trở lại thành thiên đường, còn cái cây lớn lên thành đại thụ nơi WALL·E và EVE đứng cạnh nhau.

## Phân vai

### Các rôbốt trong phim
- WALL·E (Waste Allocation Load Lifter - Earth Class) - nhân vật chính của phim, là một loại rôbốt chuyên xử lý rác.
- EVE (Extraterrestrial Vegetation Evaluator) - rôbốt chuyên dò tìm sự sống ở Trái Đất.
- BIRD-E - rôbốt đánh golf được sử dụng như một vật trợ giúp người chơi golf.
- BRL-A - rôbốt dù, được thiết kế để che mát cho con người. Một con đã giúp đỡ và sau đó rơi vào những rắc rối của WALL·E.
- BUF-4 - rôbốt giảm sốc có chức năng làm sạch vào tâm của vệ tinh nhân tạo Axiom.
- BURN-E - (Basic Utility Repair Nano Engineer)[4] rôbốt sửa chữa, bảo trì Axiom. Vô tình bị nhốt ngoài con tàu Axiom trong khi đang sửa chữa lúc WALL·E và EVE bay vào Axiom.
- D-FIB - loại rôbốt cung cấp thuốc trợ tim, dù bị hỏng cánh tay nhưng vẫn giúp đỡ WALL·E.
- FIL-R - loại rôbốt chứa nước được tạo ra để giải quyết nhu cầu nước cho những con bốt và thiết bị.
- FIX-IT - con rôbốt sửa chữa có ý định thâu chiếm quyền kiểm soát chung của vệ tinh Axiom.
- GO-4 - con rôbốt trợ lý của AUTO kiêm trưởng bộ phận an ninh của tàu Axiom. Trung thành với AUTO, nó nhận lệnh đánh cắp và cố gắng tiêu hủy cây con do WALL·E mang về. Nhưng rồi con rôbốt này đã tình cờ bị tiêu diệt khi giằng co với thuyền trưởng McCrea. Đây là nhân vật phản diện phụ của bộ phim.
- GRAB-E - rôbốt cánh tay, có chức năng xếp dỡ hàng hoá.
- HAN-S - loại rôbốt massage được thiết kế với nhiệm vụ chủ yếu là xoa bóp cho con người. Một con đã rất nhiệt tình giúp đỡ và kết thân với WALL·E.
- L-T - rôbốt chiếu sáng, nhiệm vụ là duy trì nguồn sáng trên vệ tinh nhân tạo Axiom. Nhưng có một con thích chơi trong bóng tối và đã kết bạn với WALL·E.
- NAN-E - rôbốt trông trẻ có nhiệm vụ giáo dục và chăm sóc trẻ em Axiom.
- POW-R - rôbốt chuyên sửa chữa những hỏng hóc điện trên Axiom.
- PR-T - loài rôbốt chăm sóc sắc đẹp cho các quý ông. Một con đã phản kháng bằng cách trang điểm diêm dúa cho bất kì vật gì nó gặp, con này cũng kết thân với WALL·E.
- REM-E - loài rôbốt chuột được phát hiện ở những tầng hầm và ngỏ ngách của Axiom'. Cái tên của loài rôbốt này dựa theo Remy, nhân vật chính của phim Chuột đầu bếp.
- SAUT-A - rôbốt đầu bếp chuyên cung cấp thức ăn cho khách đói.
- SECUR-T - rôbốt an ninh trên Axiom, chỉ tuân lệnh của AUTO.
- SERV-A - hệ thống vận chuyển công cộng có thể mang những loài rôbốt khác và các vật dụng từ nơi này đến nơi khác rất nhanh.
- SPR-A - rôbốt khử trùng, đã làm sạch EVE sau chuyến đi từ Trái Đất.
- SR-V - rôbốt dùng làm người phục vụ cho các du khách.
- THIRST-E - rôbốt pha chế được sản xuất để thoả mãn nhu cầu nước uống cho bất kì công dân nào.
- TYP-E - rôbốt đánh máy và canh gác thang máy trên vệ tin Axiom. WALL·E đã dạy nó cách vẫy tay chào người khác.
- VAQ-M - rôbốt hút bụi và dọn dẹp vệ sinh. Một con đã mắc bệnh hắt hơi và kết thân với WALL·E.
- VEND-R - rôbốt sản xuất thức ăn dạng lỏng, có thể nhanh chóng đáp ứng nhu cầu của các thực khách, những người không bao giờ rời khỏi ghế bay.
- VN-GO - rôbốt họa sĩ, được thiết kế để trang trí nội thất bề mặt vệ tinh Axiom. Một con đã kết thân với WALL·E. Cái tên của loài rôbốt này đặt theo tên của Vincent van Gogh.
- WALL-A - (Waste Allocation Load Lifter - Axiom Class). Rôbốt nghiền rác thải cỡ lớn, cùng họ hàng với WALL·E, hai con WALL-A làm việc ở tầng hầm của Axiom.
- M-O (Microbe Obliterator) - rôbốt lau chùi, đuổi theo WALL-E để làm sạch cho cậu ta và kết thân với cậu.
- AUTO - vốn được thiết kế là bánh lái rôbốt tự động kiêm trợ lý của các thế hệ thuyền trưởng, nhưng từ khi nhận chỉ thị mật A113, hắn tuân theo cách hiểu là: "Không được trở về Trái Đất bằng mọi giá" và biến tất cả thuyền trưởng thành bù nhìn, qua đó trở thành nhân vật phản diện chính của bộ phim. Hắn đã bị thuyền trưởng cuối cùng là McCrea tắt nguồn khi đang cố gắng chiếm con tàu.

## Nhạc phim
Thomas Newman từng là nhà soạn nhạc cho Finding Nemo. Hai ca khúc "Put On Your Sunday Clothes" và "It Only Takes a Moment" trong phim Hello, Dolly! được tái sử dụng trong bộ phim này vì ông lấy cảm hứng cảnh WALL·E luôn cố nắm tay EVE. Andrew Stanton đã thống nhất ý tưởng âm thanh trên. Trong bộ phim còn có Lionel Newman, họ hàng của Thomas, tham gia cộng tác. Phần hoà âm bắt đầu năm 2005. Hoà âm cho EVE tiến hành vào tháng 10 năm 2007, với phần ghi âm thô. Nhưng rồi họ, chỉnh sửa lại để EVE thêm phần nữ tính. Rồi Thomas Newman bay sang London để ghi âm bài hát "Down to Earth" với nhạc sĩ Peter Gabriel.

## Công chiếu
Theo tiền lệ của Pixar, mở đầu WALL·E là đoạn phim ngắn tựa đề Presto. Đây là lần đầu tiên Disney-Pixar dùng logo mới của hãng Walt Disney Pictures (Disney dùng lần đầu năm 2006 với Cướp biển vùng Caribe: Chếc rương tử thần), 8 phim trước (Toy Story – Ratatouille) dùng logo phiên bản của Pixar.

### Nhận đề cử & Giải thưởng
WALL·E đã làm một vòng bứt phá ngoạn mục quanh các giải thưởng điện ảnh lớn trên thế giới, cụ thể là ở hạng mục Phim xuất sắc nhất, một trong những hạng mục thường thiếu vắng sự xuất hiện của các bộ phim hoạt hình. Và bộ phim này đã giành được giải thưởng, hoặc tương đương giải thưởng: giải thưởng của Hiệp hội phê bình điện ảnh Chicago, giới phê bình phim Boston, và đáng chú ý hơn cả là Hiệp hội phê bình phim ảnh Los Angeles đã gây dựng và quảng bá tên tuổi làm cho bộ phim được nâng lên giành các giải thưởng tầm cao.
Các giải thưởng của viện hàn lâm
Walt Disney Pictures đã gửi bộ phim WALL·E, cùng với Bolt tham gia vào hạng mục đề cử phim hoạt hình hay nhất tại Oscar, ngoài ra, bộ phim còn nhận thêm đề cử phim hay nhất năm; chủ tịch viện Dick Cook phát biểu "Nếu không làm điều này, tôi không tin rằng chúng ta đã cho bộ phim đúng giá trị nó đáng có" ("If we didn't do it, I don't think we'd be giving the movie its due."). Suốt lịch sử, chỉ có 3 bộ phim Beauty and the Beast, Up và Toy Story 3 nhận được đề cử này.
| Giải thưởng                                         | Hạng mục                          | Người chiến thắng/Nhận đề cử                    | Kết quả   |
| --------------------------------------------------- | --------------------------------- | ----------------------------------------------- | --------- |
| Viện phim Mỹ                                        | Tốp 10, năm 2008                  |                                                 | Đoạt giải |
| Giải Annie 2009                                     | Phim hoạt hình hay nhất           |                                                 | Đề cử     |
| Giải Annie 2009                                     | Animated Effects                  | Enrique Vila                                    | Đề cử     |
| Giải Annie 2009                                     | Hiệu ứng đồ hoạ                   | Victor Navone                                   | Đề cử     |
| Giải Annie 2009                                     | Đạo diễn                          | Andrew Stanton                                  | Đề cử     |
| Giải Annie 2009                                     | Thiết kế sản xuất                 | Ralph Eggleston                                 | Đề cử     |
| Giải Annie 2009                                     | Kịch bản                          | Ronnie Del Carmen                               | Đề cử     |
| Giải Annie 2009                                     | Lồng tiếng                        | Ben Burtt, cho WALL·E                           | Đề cử     |
| Boston Society of Film Critics                      | Phim hay nhất[a]                  |                                                 | Đoạt giải |
| Boston Society of Film Critics                      | Phim hoạt hình hay nhất           |                                                 | Đoạt giải |
| Giải thưởng hàn lâm dành cho trẻ em Anh             | Phim hay nhất                     |                                                 | Đoạt giải |
| 21st Chicago Film Critics Association Awards (2008) | Phim hay nhất                     |                                                 | Đoạt giải |
| 21st Chicago Film Critics Association Awards (2008) | Phim hoạt hình hay nhất           |                                                 | Đoạt giải |
| 21st Chicago Film Critics Association Awards (2008) | Best Original Screenplay          | Andrew Stanton và Jim Reardon                   | Đoạt giải |
| 21st Chicago Film Critics Association Awards (2008) | Best Original Score               | Thomas Newman                                   | Đoạt giải |
| Critics Choice Awards                               | Best Picture                      |                                                 | Đề cử     |
| Critics Choice Awards                               | Phim hoạt hình hay nhất           |                                                 | Đoạt giải |
| Critics Choice Awards                               | Nhạc phim hay nhất                | "Down to Earth", Peter Gabriel & Thomas Newman  | Đề cử     |
| Giải Quả cầu Vàng, lần 66 (2009)                    | Hoạt hình hay nhất                |                                                 | Đoạt giải |
| Giải Quả cầu Vàng, lần 66 (2009)                    | Ca khúc hay nhất                  | "Down to Earth", Peter Gabriel & Thomas Newman  | Đề cử     |
| Giải Grammy lần thứ 51 (2009)                       | Album nhạc phim hay nhất          | WALL·E, Thomas Newman                           | Đề cử     |
| Giải Grammy lần thứ 51 (2009)                       | Ca khúc hay nhất                  | "Down to Earth", Peter Gabriel & Thomas Newman  | Đoạt giải |
| Giải Grammy lần thứ 51 (2009)                       | Hòa âm phối khi hiệu quả nhất     | "Define Dancing", Peter Gabriel & Thomas Newman | Đoạt giải |
| LA Weekly/Village Voice Poll                        | Phim hay nhất 2008                |                                                 | Đoạt giải |
| Los Angeles Film Critics Association                | Phim hay nhất                     |                                                 | Đoạt giải |
| National Board of Review of Motion Pictures         | Tốp 10 phim của năm               |                                                 | Đoạt giải |
| National Board of Review of Motion Pictures         | Đồ hoạ                            |                                                 | Đoạt giải |
| The National Movie Awards                           | Phim gia đình hay nhất            |                                                 | Đoạt giải |
| The National Movie Awards                           | Giải thưởng danh dự đặc biệt      |                                                 | Đoạt giải |
| 35th People's Choice Awards (2009)                  | Phim gia đình được yêu thích nhất |                                                 | Đoạt giải |
| Giải Satellite 2008                                 | Ảnh động, đồ hoạ và âm nhạc       |                                                 | Đoạt giải |
| Giải Satellite 2008                                 | Nhạc phim                         | Thomas Newman                                   | Đề cử     |
| Giải Satellite 2008                                 | Ca khúc chủ đề                    | "Down to Earth", Peter Gabriel & Thomas Newman  | Đề cử     |
| Giải Satellite 2008                                 | Âm thanh (Phối và Biên tập)       | Ben Burtt & Matthew Wood                        | Đề cử     |
| World Soundtrack Awards 2008                        | Nhạc phim hay nhất năm            | Thomas Newman                                   | Đề cử     |

## Truyền hình gia đình
DVD và Đĩa Blu-ray theo mã vùng 1, 3 phát hành vào 18 tháng 11 năm 2008; kế đó mã vùng 2 ra mắt ngày 24 tháng 11 năm 2008—cả hai đều là phiên bản dạng chuẩn đặc biệt.
Những phiên bản WALL·E bao gồm hai đĩa với chất lượng vượt trội, đĩa thứ ba bao gồm thêm bản copy kỹ thuật số (digital). Chất lượng vượt trội cùng những tuỳ chỉnh kĩ thuật trong các đĩa này: có những cảnh phim đã bị cắt (chưa từng trình chiếu), lời bình của đạo diễn Andrew Stanton, trích đoạn Presto, phần giới thiệu về trích đoạn BURN·E, thiết kế âm thanh, và phim tài liệu The Pixar Story (tạm dịch: Câu chuyện Pixar) của Leslie Iwerks. Sản phẩm phát hành có tên: Bưu phẩm "Trái Đất (và Vũ trụ) Thân thiện".